# Catwalk
| Catwalk |
| --- |
| Modell på catwalken under Western Canada Fashion Week, mars 2017. - Betydelse – långsmalt podium vid modevisning - Andra betydelser – modellvandring eller -modevisning - Bakgrund – engelskans catwalk ('kattens gång', ursprungligen för 'smal gång ovan/vid en teaterscen eller på ett fartyg') |

Catwalk (engelska: 'kattgång'; uttal: /kætwok/) är ett långsmalt podium som används vid modevisningar. På catwalken går modellerna fram och tillbaka i sina modeutstyrslar. I utvidgad betydelse kan catwalk även användas för att beskriva själva vandring eller visningen som modellerna utför. Ordet kan även syfta på en högt belägen gång över en teaterscen (där tekniska medarbetare arbetar).

## Inramning
Runt catwalken sitter publiken, som bland annat inkluderar modejournalister och andra yrkesfolk med anknytning till mode.
Catwalken kan vara mer eller mindre upphöjd. Vid vissa visningar är podiet endast en avskärmad del av golvet, på samma plan som den publikens stolar står på.

## Etymologi
Den ursprungliga betydelsen för begreppet catwalk var den som en smal gång på fartyg och vid scenen på en teater. Denna betydelse, som finns beskriven i engelskan sedan 1885, syftar på kattens gång (a cat's walk) med trippande steg, så som man kan behöva gå på en sådan gång.
Betydelsen 'smalt podium vid en modevisning' användes i engelskan första gången 1942. Modeller vid visningar är ofta iförda högklackade skor, vilket bidrar till deras gång.

## Liknande podier
Catwalken påminner om vissa utstickande podier som är del av scenen i vissa andra uppvisningssammanhang. Bland annat förekommer sådana på vissa nattklubbar med musikunderhållning, samt vid en del pornografiska visningar i samband med striptease och liknande.